# 6326 Idamiyoshi
A 6326 Idamiyoshi (ideiglenes jelöléssel 1991 FJ1) a Naprendszer kisbolygóövében található aszteroida. Atsushi Sugie fedezte fel 1991. március 18-án.